# Ando (Nara)
Pour les articles homonymes, voir Ando.
Ando (安堵町, Ando-chō) est un bourg du district d'Ikoma, dans la préfecture de Nara, au Japon.

## Géographie

### Démographie
En 2019, la population d'Ando s'élevait à 7 314 habitants répartis sur une superficie de 4,33 km2.